# Neuracanthus neesianus
Neuracanthus neesianus är en akantusväxtart som beskrevs av C. B. Cl.. Neuracanthus neesianus ingår i släktet Neuracanthus och familjen akantusväxter. Inga underarter finns listade i Catalogue of Life.